# Solanum jabrense
Solanum jabrense är en potatisväxtart som beskrevs av Agra och Michael Nee. Solanum jabrense ingår i släktet skattor som ingår i familjen potatisväxter. Inga underarter finns listade i Catalogue of Life.